# Anton Buchberger
Anton Buchberger (* 8. März 1966 in München) ist ein deutscher Skeletonfahrer.
Anton Buchberger startete für den BSC München. Er war zwischen 1990 und 2001 international aktiv. 1990 startete er erstmals bei Skeleton-Weltmeisterschaften. In Königssee wurde er Zwanzigster. Sein bestes Weltcupergebnis erreichte er zwei Jahre später an selber Stelle als Siebter. Seine beste WM-Platzierung erreichte er 1993 als Elfter. 1994 gewann er den Bayerncup. Ebenfalls in Königssee gewann er 2001 mit einem Europacup sein einziges internationales Rennen. Seine beste Platzierung bei Deutschen Meisterschaften erreichte er 1995, als er hinter Willi Schneider Vizemeister wurde. 1992 und 1998 erreichte er dritte Plätze.